# المركز الإسلامي في فيينا
المركز الإسلامي في فيينا، بالنمسا (بالإنجليزية: Islamic Center in Vienna)‏، أنشأ المركز في عام 1975م ، بعد ان تبرع الملك فيصل بن عبد العزيز بكامل النفقات، وكلف سفير المملكة العربية السعودية في فيينا بتولي مهمة البناء، وفي 11 يونيو 1977م، سمع الأذان من على منارة مسجد المركز الإسلامي في فيينا لأول مرة. وقد نقش على حجر الأساس الكتابة (لله المركز الإسلامي بفيينا).

## النشأة
أقيم المركز الإسلامي في فيينا في شهر رمضان سنة 1378هـ. إلا أن قلة الأموال في حينه حالت دون بناء المركز إلى أن تبرع الملك فيصل بن عبد العزيز ببنائه في عام 1975م، وكلف بهذه المهمة سفير المملكة العربية السعودية في فيينا فريد بصراوي وتقدمت عدة مؤسسات إنشائية لإقامة هذا المشروع حيث رسا على المقاول «ريشارد لوقنر» الذي شرع بالبناء في 6 يونيو عام 1977م وفي 11 نوفمبر عام 1977م، سمع الأذان لأول مرة من على منارة المسجد التي اعتلاها الهلال، وفي 26 ابريل سنة 1978م، كان الهلال ينتصب على قبة المسجد. وقد نقش على حجر الأساس الكتابة التالية: لله المركز الإسلامي بفيينا.

## الافتتاح
في اليوم الأول من شهر محرم سنة 1400هـ. الموافق 20 من نوفمبر  سنة 1978م، تم افتتاح هذا المركز الإسلامي بتلاوة من القرآن الكريم وقد حضر حفل الافتتاح رئيس الجمهورية النمساوية رودولف كرخشليكر، ومستشار النمسا برونو كرايسكي، وعمدة فيينا ليوبولد كراتس، ووزير خارجية النمسا بار، وبعض الشخصيات النمساوية ممثلين عن الهيئات الدينية والمنظمات السياسية والاجتماعية، كما حضر حفل الافتتاح وزير التعليم -سابقاً- في المملكة العربية السعودية عبد العزيز الخويطر، وسفير المملكة العربية السعودية في فيينا، رئيس مجلس أمناء المركز الإسلامي في فيينا عبد الله الخيال وسفراء الدول الإسلامية والعربية في فيينا وعدد كبير من الاخوه المسلمين. وبهذا وبعد قرون مضت، تحققت رغبات المسلمين بظهور المركز الإسلامي الأول في فيينا.

## خدمات المركز
إن إقامة هذا المركز الإسلامي إنما يخدم الأعداد المتزايدة من المسلمين النمساويين، وأفراد الجالية الإسلامية المقيمة في النمسا، أو الذين اكتسبوا الجنسية النمساوية نتيجة استقرارهم في هذا البلد أو المهاجرين من بلادهم لأسباب اجتماعية أو سياسية، كالألبانيين الارناؤوط واليوغسلافيين البوشناق وغيرهم من سكان المناطق التي انحسر عنها سلطان الدولة العثمانية في الحرب العالمية الأولى أو التي غمرتها الموجة الشيوعية في أعقاب الحرب العالمية الثانية. والمسلمون في النمسا يتمتعون بكافة الحقوق والامتيازات التي يتمتع بها غيرهم من أبناء الأديان الأخرى بموجب القوانين والشرائع الموضوعة، وإنهم إذا كانوا من أبناء البلد يجدوا أمامهم نفس الفرص التي تتوفر لسائر مواطنيهم في مختلف مجالات العمل، سواء في الحقل الأهلي أو في دوائر الدولة الرسمية، فليس في النمسا تمييز بين أبناء الشعب الواحد بسبب العقيدة الدينية أو المذهب السياسي أو الاتجاه الفكري، وهناك عدد من المسلمين النمساويين يشغلون مناصب حكومية محترمة ويؤدون واجبهم في خدمة وطنهم كأي نمساوي آخر دون أن يكون إسلامهم عائقا لهم عن بلوغ المرتبة الإدارية أو الفنية التي تؤهلهم لها كفاءتهم أو مكانتهم، بل ان المسئولين في النمسا كثيرا ما أظهروا عاطفة خاصة نحو مواطنيهم من المسلمين.
يقدم المركز الإسلامي الخدمات التالية:
- استشارات عامة.
- إصدار مواقيت الصلاة.
- إشهار الإسلام ومتابعة المسلمين الجدد.
- دروس دينية للكبار والصغار.
- توزيع كتب وإصدارات إسلامية.
- تنظيم احتفالات دينية إسلامية.
- عقد نكاح إسلامي وإصدار شهادة الزواج.
- استشارات الطلاق وإصدار شهادات الطلاق.
- تنظيم زيارات للمسجد.
- إيجار قاعة مناسبات.

وفي الفترة الأخيرة اتخذت خطوة جديدة نحو المسلمين جاء نتيجتها بروز المركز الإسلامي في فيينا، هذا وإن سماحة أسقف فيينا كونيك طالما دعا إلى التقارب فيما بين المسيحية والإسلام ، فقد سبق له أن ألقى في جامعة الأزهر بالقاهرة محاضرة في موضوع التقارب بين الإسلام والمسيحية حازت إعحاب أصحاب الفضيلة العلماء المسلمين، وكذلك فقد سبق له وان ألقى كلمة في الجامع الأموي بدمشق حضرها الألوف من المسلمين، ثم انه استقبل في فيينا مفتي مدينة دمشق حيث دعاه رسميا لزيارة النمسا وبحث معه أفضل الوسائل للتعاون بين الإسلام والمسيحية لمقاومة موجة الإلحاد في العالم . لقد برز المركز الإسلامي في فيينا إلى حيز الوجود، ساندت الحكومة النمساوية جهود الدول الإسلامية والعربية والسعي المتواصل الذي قام به سفير المملكة العربية السعودية في فيينا عبد الله الخيال بصفته رئيسا لمجلس الأمناء . إن اكثرية الدول العربية والإسلامية وكذلك بعض الجهات النمساوية قدمت التبرعات السخية من أجل تزيين وتأثيث المركز الذي يحتوي على مسجد جامع وآخر للصلوات الخمس وشرفة للنساء ومكتبة وصف لتعليم القرآن الكريم وصالة كبيرة للمحاضرات ومكاتب للرئيس والإدارة ومساكن للإمام والسادن .

## وصلات خارجية
- المركز الإسلامي في فيينا الموقع الرسمي.